# Marco Wölfli
Marco Wölfli (født 22. august 1982 i Grenchen, Schweiz) er en schweizisk fodboldspiller, der spiller som målmand i Axpo Super League-klubben BSC Young Boys. Han har spillet for klubben hele sin seniorkarierre, startende i 1999, kun afbrudt af et ét-årigt ophold hos FC Thun. Han var desuden været holdets anfører siden 2009.

## Landshold
Wölfli har (pr. 15. juni 2013) spillet 11 kampe for det schweiziske landshold, som han debuterede for den 19. november 2008 i en venskabskamp mod Finland. Han var en del af den schweiziske trup til VM i 2010 i Sydafrika. Her kom han dog ikke på banen, da han under hele turneringen var reserve for førstevalget Diego Benaglio.